# 哈珊·塔辛
哈珊·塔辛（鄂圖曼土耳其語：‎；1888年—1919年5月15日），現代土耳其通常稱他爲哈珊·塔辛·雷傑普（土耳其語：Hasan Tahsin Recep），奧斯曼土耳其人、民族主義者和新聞工作者。原名奧斯曼·內夫雷斯。

## 生平
其父名爲雷傑普（رجب）。奧斯曼·內夫雷斯在薩洛尼卡的塞姆西·埃芬迪學校（مکتبِ شمسی ابتدائی）開始接受小學教育（穆斯塔法·凱末爾·阿塔圖克也曾在那裡接受教育），後來畢業於薩洛尼卡的費濟耶學校（فیضِ صبیان مكتبی）。在這所學校畢業後，他在巴黎的索邦大學學習政治學，並獲得了聯合進步委員會的獎學金。在那裏，他與後來退休的馬茲魯姆·博桑（مظلوم بويسان）少將一起住在蒙日路51號的公寓裏。在學習期間，他與埃及學生領袖謝赫·達耶夫（شیخ ضيف）一起組織集會，抗議意大利對奧斯曼帝國的黎波里塔尼亞州（今屬利比亞）的佔領。
在巴黎，奧斯曼·內夫雷斯參加了聯合進步委員會和奧斯曼陸軍的特殊部隊「特別組織」。回到伊斯坦堡後，他被派去阻止諾埃爾·巴克斯頓和查尔斯·罗登·巴克斯顿兄弟的活動，他們代表英國情報組織在巴爾幹地區煽動反對奧斯曼帝國。
奧斯曼·內夫雷斯在布加勒斯特的一條隧道中行刺了巴克斯頓兄弟（後來巴克斯頓兄弟二人皆從傷勢中恢復），被判處10年監禁。 1916年，由於德軍進入巴爾幹地區，他從羅馬尼亞獲釋，回到了伊斯坦堡。
回國後，當他不得不去瑞士治療肺結核時，為了避免被認出來，他在護照上署名哈珊·塔辛（حسن تحسین），之後他一直使用這個名字。哈珊·塔辛本是一位前海軍上尉的名字，其人因出版《武備》報（سلاح）被稱爲「武者哈珊·塔辛」（سلاحجی حسن تحسین）。
1918年，他在伊茲密爾定居，成立了一家名為「紀念」（خاطره）的公司，並開始出版《民權》（حقوقُ بشر）報紙，該報紙爲奧斯曼和平救國協會（عثمانلو صلح و سلامت جمعيتی）發聲。在報紙上的文章中，他使用「愛國者哈珊·塔辛」（وطن‌پرور حسن تحسین）作爲名字。塔辛是土耳其撰文倡導婦女權利的第一人。塔辛在抵達伊茲密爾的那一年與蘇迪耶（سعدیه خانم）秘密結婚，他們育有一子穆罕默德·凱末爾（محمد كمال）。

## 伊茲密爾的第一槍

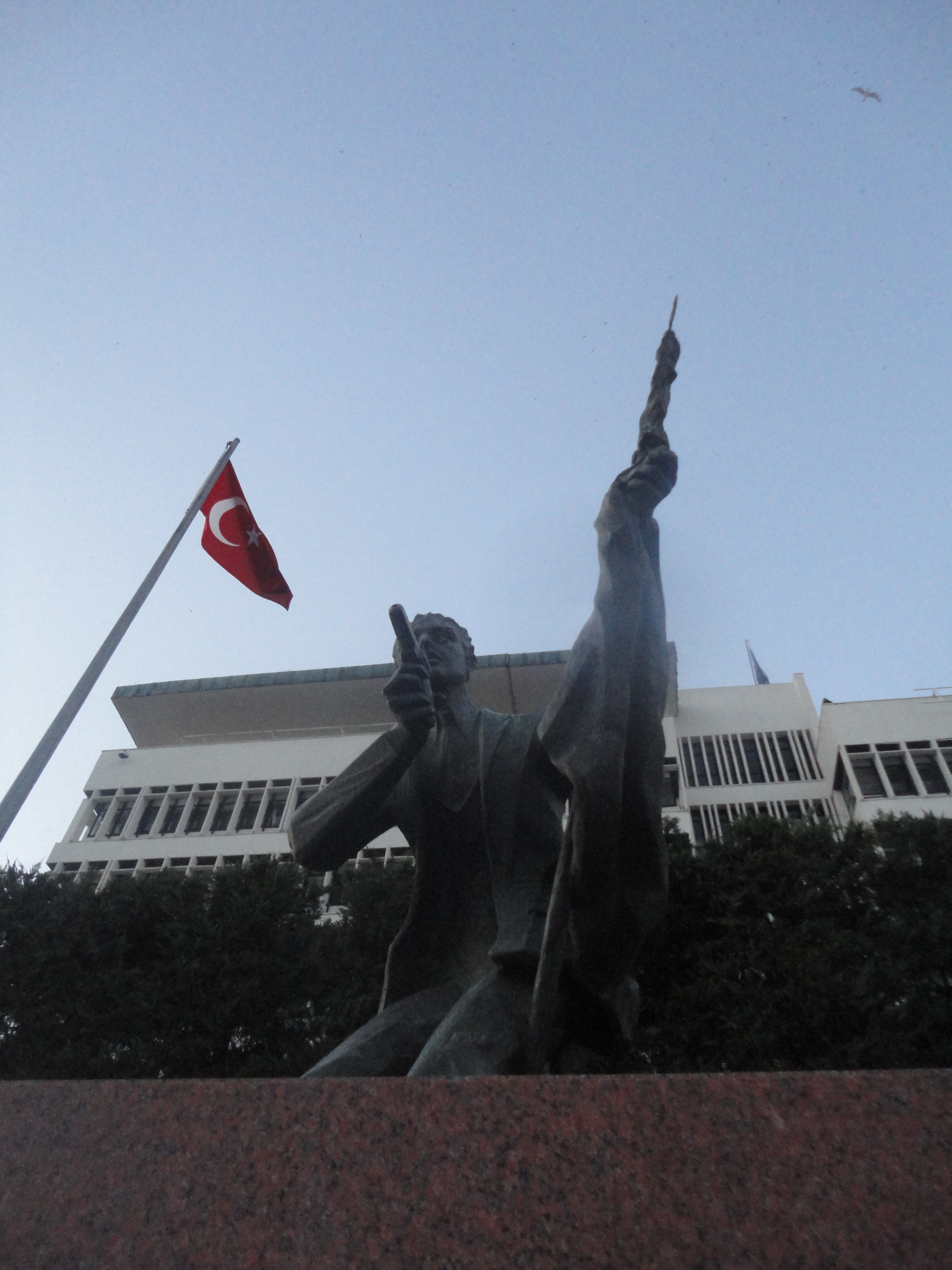
伊茲密爾官邸廣場首義紀念碑

奧斯曼帝國在第一次世界大戰中戰敗。根據《色佛爾條約》，伊茲密爾歸屬希臘所有。不想把伊茲密爾交給希臘人的人成立了一個名爲 「反吞併國民委員會」（ردِ الحاق هیأتی ملیه‌سی）的組織。1919年5月14日至15日晚上，成千上萬的伊茲密爾人聚集在舊猶太公墓（馬薩特里克廣場，مشهدلك میدانی）。與此同時，英國、法國、美國、意大利和希臘的戰艦已經駐紮在伊茲密爾灣。在人群中發言的一個重要人物是當時的市長哈吉·哈珊·帕夏（حاجی حسن پاشا）。除市長外，另一位在人群中發言的重要人物是《民權》主編哈珊·塔辛。他們呼籲人民進行抵抗。
塔辛在演講中嚴厲批評了巴黎和會的決定，正如他在報紙上寫的那樣，「我們不會把這個地方交給希臘。我們將竭力與一切妄圖割讓伊茲密爾的勢力作鬥爭」（Burayı Yunan'a vermeyeceğiz. Vermek isteyen kuvvetle paylaşacak kozumuz var）。在臨近夜晚的時候，莫拉勒扎德·哈利特·貝伊（موره‌لى زاده خالد بك）、穆斯塔法·內卡蒂（مصطفی نجاتی）和拉格普·努雷廷（راغب نورالدین）與一群愛國者一起準備了一份宣言，由 「反吞併國民委員會」分發：
「可悲的土耳其人啊！你難道要默不作聲忍受希臘的統治嗎？現在就動身吧。所有的同胞們都來到了馬薩特里克廣場。成千上萬的人聚集在那裏……那裏不分貧富亦不分智愚，萬衆一心拒斥希臘的統治。不要裹足不前！……與千萬人一起走上馬薩特里克，並服從大國民議會的命令……」
1919年5月15日早上7:30左右，哈珊·塔辛身穿深色西裝在伊茲密爾的官邸廣場等待。首先，希臘的祖國號（Πατρίς）和無畏號（Ατρόμητος）軍艦在帕薩波特停靠，一隊希臘輕步兵團於8點55分從軍艦上下來並上岸。特米斯托克力號（Θεμιστοκλῆς）在蓬塔（Πούντα）碼頭讓第五步兵團（5⁰ Σύνταγμα Πεζικού）登陸。他們從蓬塔前進並佔領天鵝絨城堡。與此同時，數以萬計的當地希臘人用希臘國旗和鮮花覆蓋了濱海大道。伊茲密爾的希臘人從埃萊夫塞里奧斯·韋尼澤洛斯的宣言中得知了希臘軍隊入城的消息，5月13日星期二下午，希軍上校馬夫羅迪斯（Μαυρουδής）在聖弗蒂妮教堂宣讀了這一宣言。群衆爲下船的希臘士兵歡呼。到達伊茲密爾的各營由士麥那（即伊茲密爾）都主教金口卡拉法蒂斯主持祝聖。都主教親吻了希臘國旗，人們看到他在哭泣。隨後，希軍第一大隊從聖弗蒂妮教堂步行向離島方向行進，目標是政府大樓、軍營和Kokaryalı區。

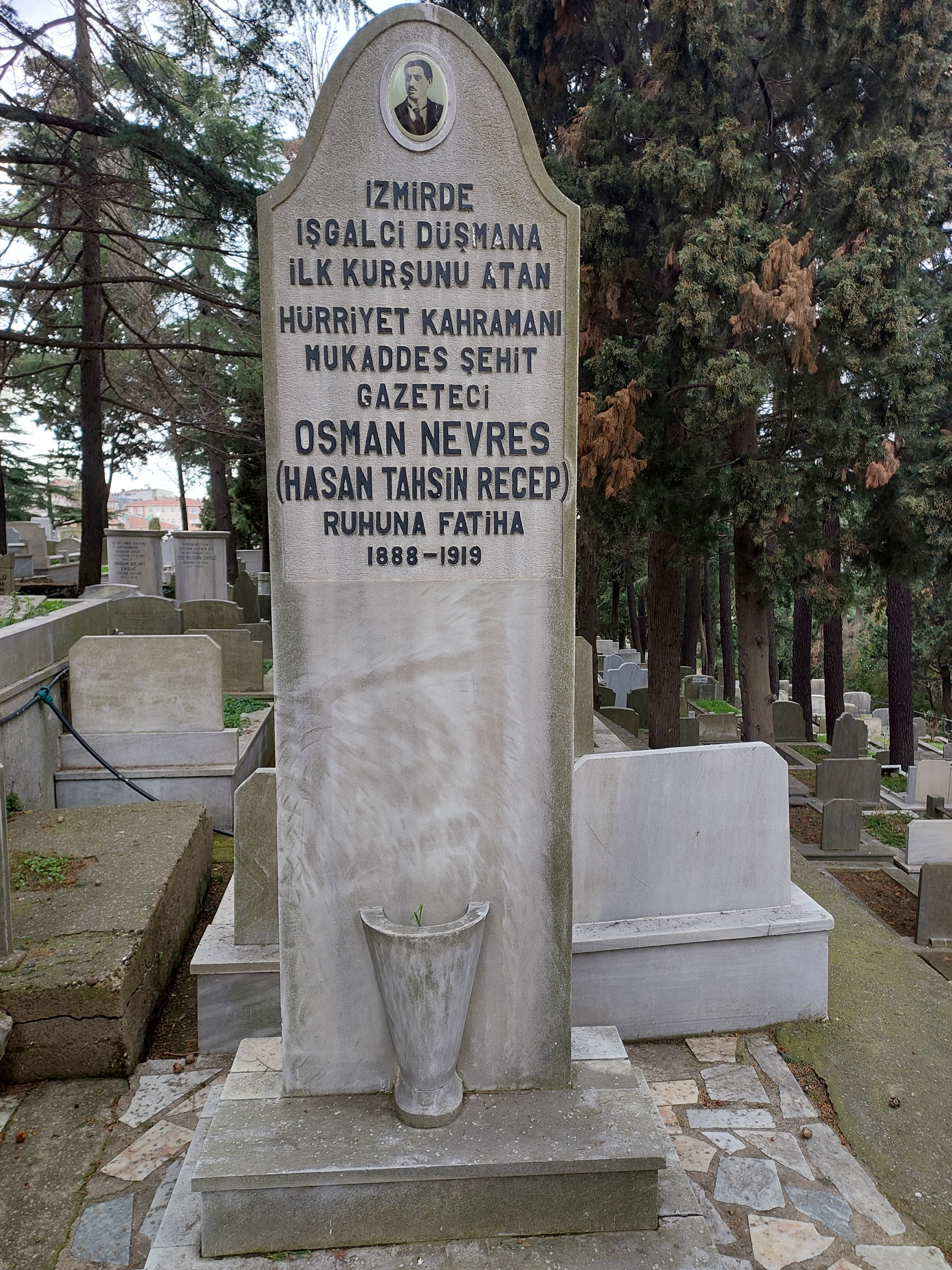
位於鶯河公墓墓園的哈珊·塔辛之墓

在行軍隊伍的領頭者經過軍營並轉入公路後，哈珊·塔辛衝破人群走上前。有人聽到塔辛大聲說：「不，他們不能就這樣揮舞著雙手走進去」。隨後，塔辛用他隨身攜帶的左輪手槍向敵人開火。一種說法是塔辛瞬間殺死了兩名輕步兵團的士兵，即巴西爾·德拉里斯（Βασίλε Ντελάρης）和喬治·帕帕科斯塔斯（Τζόρτζ Παπακώστας）。另一種說法，塔辛只殺死了希臘輕步兵團的旗手，此觀點被更多人接受。塔辛對著敵軍士兵打光了手槍裡的所有子彈。希軍沒有料到會有這樣的抵抗，因此感到很驚訝。後來，因追隨塔辛的人不多，在濱海大道的人群面前，希軍開火並用刺刀將他殺害，年僅31歲。哈珊·塔辛的遺體在伊茲密爾鐘樓下被發現。
哈珊·塔辛對希臘占領軍士兵射出的第一顆子彈爲土耳其其他地區的解放鬥爭樹立了榜樣。對占領的抵抗在艾登省和巴勒克埃西爾省開始。在切爾克茲·埃特姆（چركس ادهم）召集埃菲勒地區的人反對希臘佔領的那天，德米爾奇·穆罕默德·埃菲（دمیرجی محمد افه）站起來說：「一個年輕人對敵人打出了第一顆子彈，之後就要看我們的了！」（Bir genç düşmana ilk kurşunu sıkmış, bundan sonrası bize düşer!）。

### 引用
1. 1 2 3 4 5  Aksoy, Yaşar. : 2. 1974年5月16日  [2012年4月29日]. （原始内容存档于2015年2月15日）.
2. ↑  Aksoy, Yaşar. . 自由報社（英语：Hürriyet）. 2008年7月27日  [2013年12月13日]. Resneli Niyazi Bey'in feci öldürülüşünü, birlikte seyahat ettikleri Tıbbıyeli Mazlum'dan (Emekli Tümgeneral Doktor Mazlum Boysan) 1972 yılında not etmiştim. Mazlum Paşa, o esnada berberde tıraş olduğu için suikastten kurtulmuştu.[]
3. ↑  .   [2012年4月29日]. （原始内容存档于2015年12月27日）.
4. ↑  Bolulu, Utku. . 2009年5月17日  [2012年4月29日]. （原始内容存档于2012年10月18日）.
5. ↑  Akın, Sunay. : 21. 2000年5月18日  [2012年4月29日]. （原始内容存档于2015年2月15日）. Çünkü Hasan Tahsin'in başyazarı olduğu gazetesinin adı Hukuk-u Beşer yani "İnsan Hakları"ydı.
6. 1 2  Gökdemir, Oktay.  (PDF). 2009年9月6日至9月8日  [2012年4月29日].
7. ↑  Güneş, Günver.  (PDF).   [2012年4月29日]. （原始内容 (PDF)存档于2015年12月27日）.
8. ↑  Soysal, İlhami. : 5. 1983年2月20日  [2012年4月29日]. （原始内容存档于2015年12月27日）. ....Atılmış ve İzmir'e çıkan Yunan Efzun Alayının sancaktarı öldürülmüş, buna karşılık Hasan Tahsin'de hemen oracıkta şehit edilmiştir.
9. ↑  Ömer Sami Coşar. : 1.   [2012年4月29日].[]
10. ↑  Ömer Sami Coşar. .   [2012年4月29日]. （原始内容存档于2015年12月27日）. Yunan işgal kuvvetleri saat 08.40'ta karaya çıktı. Metropolit tarafından takdis edildi. Şehirdeki tecavüz ve yağmanın bir türlü sonu gelmiyor. Çok sayıda şehit verdik...
11. ↑  Dilek, Hakan.  https://web.archive.org/web/20151107052748/http://www.takvim.com.tr/GuneBakis/2010/01/17/isgale_ilk_kursundan_milli_mucadeleye. 2010年1月16日  [2012年4月29日]. （原始内容存档于2015年11月7日）. 缺少或|title=为空 (帮助)

### 來源
- Delegate - Gen. Dall'Olio, the Italian Delegate. The statements in defense of the Greek government presented by Col. Mazarakis.